# Oscar Friström

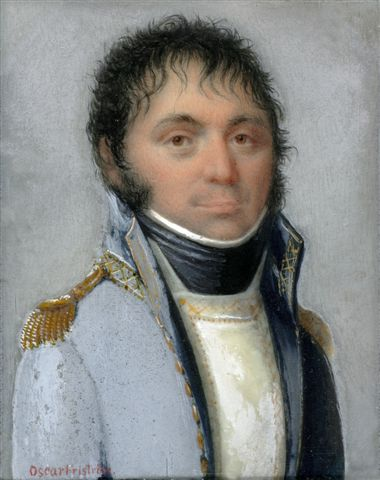
Ett porträtt av Pierre Aubry de Gouges, utfört av Oscar Friström.

Carl Magnus Oscar Friström, född 16 januari 1856 i Sturkö socken, Blekinge, död 26 juni 1918 i Brisbane, Queensland, Australien, var en svensk-australisk målare och sjöman. 
Han var son till folkskolläraren Clas August Friström och Kristina Magni och från 1885 gift med Caroline Johnston. Efter åtskilliga år till sjöss bosatte sig Friström i Brisbane för att ägna sig åt målarkonsten. Han var som konstnär autodidakt men nådde på några få år ett anseende som Australiens främsta porträttmålare. Vid en konstutställning i London 1887 tilldelades han en bronsmedalj för tavlan Mary Queen of Scots. Han var en av stiftarna till The Queensland Art Society och under några år dess vice ordförande. Han var en av de få australiska konstnärerna som avbildade aboriginernas liv. Hans konst består av porträtt, stilleben, landskaps- och marinmåleri. Friström är representerad i parlamentshuset i Brisbane, Adelaide Art Gallery och på Riksmuseets etnografiska avdelning i Stockholm.